# Meri (Ámon-főpap)

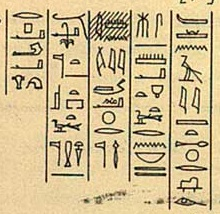
Meri címei a TT95 sírban (Lepsius)

Meri ókori egyiptomi pap; Ámon főpapja volt a XVIII. dinasztia idején, II. Amenhotep uralkodása alatt.
Apja Nebpehtiré, Min koptoszi főpapja, anyja Hunait, a fáraó dajkája, címe szerint „a Két Föld urának fő dajkája”. Meri feleségét Deinek hívták. Meri címei: Felső- és Alsó-Egyiptom papjainak elöljárója, Ámon főpapja, Ámon földjeinek felügyelője, Ámon háznagya, [Ámon] magtárainak felügyelője, A kincstár felügyelője. Egy fekete gránitszobra a kairói Egyiptomi Múzeumban található (CG 973). Merinek két sír épült Thébában, a TT95 és a TT84. Előbbi lehetett a saját sírja, utóbbi Iamunedzseh királyi hírnöké, melyet kisajátított saját maga és anyja számára.

## Fordítás
- Ez a szócikk részben vagy egészben  a   Mery (High Priest of Amun) című angol Wikipédia-szócikk ezen változatának fordításán alapul.  Az eredeti cikk szerkesztőit annak laptörténete sorolja fel. Ez a jelzés csupán a megfogalmazás eredetét és a szerzői jogokat jelzi, nem szolgál a cikkben szereplő információk forrásmegjelöléseként.